# Charlie's Angels (film)
 Denne artikel omhandler filmversionen fra 2000 af tv-serien. Opslagsordet har også en anden betydning, se Charlie's Angels (flertydig).
Charlie's Angels er en action-komedie fra 2000, delvis produceret af Columbia Pictures, Global Entertainment Productions, Tall Tree Productions and Drew Barrymores Flower Films og instrueret af McG. Den er baseret på tv-serien af samme navn fra 1970'erne, og en smule omskrevet af Ryan Rowe, Ed Solomon og John August og medvirkende er Drew Barrymore, Cameron Diaz og Lucy Liu som de tre kvinder, der arbejder for et privat efterforskningsfirma.
Filmen er en fortsættelse til tv-serien, men en ny tidslinie og det er ikke meningen at filmen skal være forud for serien. John Forsythe fra tv-serien vendte dog tilbage til sin rolle som Charlies stemme i filmen. Charlie's Angels bliver efterfulgt af Charlie's Angels: Uden hæmninger.

## Skuespillere
- Cameron Diaz – Natalie Cook
- Lucy Liu – Alex Munday
- Drew Barrymore – Dylan Sanders
- Bill Murray – John Bosley
- Sam Rockwell – Eric Knox
- Tim Curry – Roger Corwin
- Kelly Lynch – Vivian Wood
- Crispin Glover – Thin Man
- Matt LeBlanc – Jason Gibbons
- LL Cool J – African Priest
- Tom Green – The Chad
- Luke Wilson – Pete Komisky
- John Forsythe – Charlie [Stemme]
- Mike Smith – Knox Thug
- Sean Whalen – Pasqual

## Filmen

### Indtjening
På Rotten Tomatoes, har filmen opnået "Certified Fresh" med en score på 68%. Filmen indtjente mere end $125 millioner ved det amerikansk box office og indtjente mere end $260 million verden over.

### Trivia
- Manuskriptet blev omskrevet mindst 30 gange før det blev godkendt af instruktøren og producerne.
- 18 forfattere har i alt arbejdet på filmen.
- Et skænderi imellem Bill Murray og Lucy Liu gjorde, at indspilningerne blev stoppet for en dag.
- Da Bosley er fange i tårnet (ved udgangen af filmen) er der et klip af ham, hvor han sidder og kaster en baseball op mod en mur, en reference til Steve McQueen i The Great Escape.
- I begyndelsen af filmen ser vi et klip af Englene (på en af deres tidlige opgaver), hvor de i dette klip er iført fangetøj og lænket sammen. Lucy Liu og Drew Barrymore hiver i hver sin retning og Cameron Diaz, som er i midten, råber "I am not a yo-yo!". Denne scene er en genindspilning af tv-serien. I "Charlie's Angels: Angels in Chains (#1.4)" (1976) siger Farrah Fawcett Cameron Diaz' sætning.
- Rollen som Alex var egentlig tilbudt Angelina Jolie, som afslog efter at hun indrømmede at hun ikke var særlig stor fan af tv-serien. Den blev så tilbudt Jada Pinkett Smith som valgte at medvirke i filmen Bamboozled i stedet. Thandie Newton blev til sidst castet, men blev nødt til at trække sig, fordi det dårlige vejr gjorde at optagelserne til Mission: Impossible II strakte sig. Rollen gik til sidst til Lucy Liu.
- Mobiltelefonerne som Englene bruger er Nokia 8260.
- "The Thin Man" siger ikke et ord igennem hele filmen.